# Syzygium populifolium
Syzygium populifolium är en myrtenväxtart som först beskrevs av John Gilbert Baker, och fick sitt nu gällande namn av E.L.Joseph Guého och Andrew John Scott. Syzygium populifolium ingår i släktet Syzygium och familjen myrtenväxter.
Artens utbredningsområde är Mauritius. Inga underarter finns listade i Catalogue of Life.